# Gapennes
Gapennes é uma comuna francesa na região administrativa de Altos da França, no departamento de Somme. Estende-se por uma área de 11,37 km². Em 2010 a comuna tinha 284 habitantes (densidade: 25 hab./km²).